# Furcula lanigera
Furcula lanigera är en fjärilsart som beskrevs av Butler 1877. Furcula lanigera ingår i släktet Furcula och familjen tandspinnare. Inga underarter finns listade i Catalogue of Life.